# 체이스 타워 (시카고)
체이스 타워(영어: Chase Tower)는 미국 일리노이주 시카고 시카고루프에 있는 60층으로 구성된 마천루다. 높이가 850 ft (260 m)인 이 타워는 시카고에서 14번째로 높은 건물이다. 엑셀론의 본사 건물이다.

## 역사
건물이 건설되기 전에 이전 자리에 있던 모리슨 호텔은 1965년에 철거되었다. 이 건물은 1969년에 퍼스트 내셔널 플라자(First National Plaza)라는 이름으로 처음 문을 열었다. 건설 당시에는 퍼스트 시카고 코퍼레이션의 본사였다. 1998년에는 뱅크 원 코퍼레이션의 본사가 되었고, 그에 따라 뱅크 원 타워(Bank One Tower)로 이름이 바뀌었다. 현재 이름은 뱅크 원이 체이스와 합병한 지 1년 후인 2005년 10월 24일에 변경되었다. 체이스 은행의 리테일 은행 부문이 이 타워에 있다.